# Xã Randolph, Quận McLean, Illinois
Xã Randolph (tiếng Anh: Randolph Township) là một xã thuộc quận McLean, tiểu bang Illinois, Hoa Kỳ. Năm 2010, dân số của xã này là 4.375 người.